# Francisco Peralta del Campo
Francisco Peralta del Campo (ur. 1837 w Sewilli, zm. 1897 w Rzymie) – hiszpański malarz pochodzący z Andaluzji.
Studiował w Akademii Sztuk Pięknych w Sewillii, gdzie był uczniem Eduarda Cano i Antonia Cabrala. Wziął udział w Krajowej Wystawie Sztuk Pięknych w latach 1864 i 1866 prezentując obrazy La primavera, Un frutero i Un pensamiento, za które otrzymał wyróżnienie cum laude.
W 1868 r. wyjechał na studia do Włoch, zatrzymując się w Rzymie i Wenecji. Był przyjacielem José Villegasa i Luisa Jiméneza y Aranda.